# La storia di Agnes Browne
La storia di Agnes Browne (Agnes Browne) è un film del 1999 diretto ed interpretato da Anjelica Huston, tratto dal libro Agnes Browne mamma di Brendan O'Carroll.
Il film ha partecipato alla 52ª edizione del Festival di Cannes nella selezione Quinzaine des Réalisateurs.

## Trama
Nella Dublino del 1967, l'improvvisa scomparsa del marito sconvolge emozionalmente ed economicamente Agnes Browne ed i suoi sette figli, di età tra 2 e 14 anni. Per far tornare i conti e affrontare la sua tetra esistenza, Agnes deve prendere i soldi in prestito da usurai senza scrupoli e mantenersi vendendo frutta e verdura al mercato all'aperto in Moore Street, dove passa grande parte del suo tempo insieme alla sua migliore amica, Marion, la quale la incoraggia a superare le difficoltà.
Desiderando sfuggire al grigiore della propria vita, anche solo per poco, Agnes sogna di trovare abbastanza soldi per poter andare al concerto di Tom Jones. Il sogno di Agnes si realizza quando Marion acquista di nascosto due biglietti e glieli regala. Agnes accetta anche la proposta di uscire con un panettiere francese che la corteggia. I suoi bambini mettono insieme i loro risparmi per comprarle un abito nuovo da indossare al primo appuntamento. E naturalmente, alla fine, la famiglia deve fare i conti con gli usurai.